# Vifors
Vifors är en del av tätorten Bergby och tidigare by och järnbruk i Hamrånge socken, Gävle kommun i Gästrikland.
Vifors erhöll sitt namn när ett järnbruk uppfördes vid forsen mellan byarna Fors och Vij år 1694. Vifors bruk anlades av landskamrerare Erik Warg med privilegier av den 27 februari 1694. Bruket brändes och raserades av ryssarna den 18 maj 1721 men återuppbyggdes och togs åter i bruk år 1725. Ursprungligen fanns på bruket endast en fallhammare och härdar och produktionen var 600 skeppund smide per år. Vifors nuvarande herrgård anlades runt 1770 av dåtida bruksägaren Nils Tottie. Driften vid Vifors bruk upphörde 1863.
Axmar bruks ägare David Schinkel förvärvade 1785 Vifors bruk varefter han grundligt lät bygga om bruket samt tillhörande verkstäder och boningshus inklusive herrgården. Efter sammanslagningen av Axmar bruk och Vifors bruk kom företaget att benämnas Hamrångeverken. Hamrångeverken fullbordades 1803 genom köpet av Viksjö bruk. Schinkels Järnbruksepok i Hamrånge varade i 113 år tills brukspatron Carl David von Schinkel sålde Hamrångeverken till Bergvik och Ala AB.
Ägare till Vifors bruk i kronologisk ordning:
1. 1694-1709 Landskamrerare Erik Warg d.ä. (-1709)
2. 1709- Tullinspektor Erik Warg d.y.
3. Anders Johansson Wohlgemuth
4. Direktör Johan Paul Heublein (-1722)
5. Abraham Heijke (-1754)
6. Häradshövding Johan Smaraeus (-1761)
7. Katarina Uhr (-1767)
8. -1785 Nils Tottie
9. 1785-1807 Kommerseråd David Schinkel (1743-1807)
10. 1807-1840 Kammarherre Johan Fredrik von Schinkel (1791-1840)
11. 1840-1882 Överste Bernt Bergman, adlad von Schinkel (1795-1882)
12. 1882-1890 Brukspatron Carl David Fredrik Bernhard von Schinkel (1839-1911)
13. 1890-1976 Bergvik och Ala AB
14. 1976-          Stora Kopparbergs Bergslags AB/StoraEnso